# John Scott
John Malcolm Scott (29 de setembro de 1934 — Perth, 25 de maio de 1993) foi um velejador australiano, medalhista olímpico. Ele competiu nos Jogos Olímpicos de Verão de 1956 na classe 12 m² Sharpie e conquistou a medalha de prata, ao lado de Rolly Tasker. Embora tenham sido inicialmente classificados em primeiro lugar geral após a última regata, após protesto da tripulação francesa, os australianos conseguiram manter alta pontuação e subir ao pódio.